# قطعنامه ۷۹۹ شورای امنیت
قطعنامه ۷۹۹ شورای امنیت سازمان ملل متحد که در تاریخ ۱۸ دسامبر ۱۹۹۲ تصویب شد، سندی بین‌المللی دربارهٔ سرزمین‌های اشغالی توسط اسرائیل است. این قطعنامه طی نشست ۳۱۵۱ام با ۱۵ رای موافق، ۰ مخالف و ۰ ممتنع تصویب شد.